# Mexicana Universal Chiapas
Mexicana Universal Chiapas (hasta 2016 llamado Nuestra Belleza Chiapas) es un concurso a nivel estatal en el estado Chiapas, México, que selecciona a la representante estatal rumbo al certamen nacional Mexicana Universal (antes llamado Nuestra Belleza México), aspirando así a representar al país a nivel internacional en alguna de las plataformas que se ofrecen.
La organización estatal ha logrado los siguientes resultados desde 1994:
- 5.ª Finalista: 1 (2018)
- Top 10/11/12: 3 (2007, 2008, 2009)
- Top 15/16: 4 (1996, 2011, 2012, 2014)
- Sin clasificación: 16 (1994, 1995, 1997, 1998, 1999, 2000, 2001, 2002, 2006, 2009, 2010, 2013, 2016, 2017, 2019, 2021)
- Ausencias: 5 (2003, 2004, 2005, 2015,2022)

#### Reinas Nacionales
- Gmelina Coutiño -  Miss Atlántico México 2000 (Designada)

## Reinas Titulares
A continuación se presentan los nombres de las ganadoras anuales de Mexicana Universal Chiapas, enumeradas en orden ascendente, así como los resultados obtenidos durante el certamen nacional de Mexicana Universal. Así mismo se destacan en algún color las reinas estatales que representaron al país en alguna franquicia actual o que tuvo la organización nacional a través de los años.
| Franquicias actuales: - Compitió en Miss International. - Compitió en Miss Grand International. - Compitió en Miss Charm. - Compitió en Reina Hispanoamericana. - Compitió en Miss Orb International. - Compitió en Nuestra Latinoamericana Universal. | Antiguas franquicias: - Compitió en Miss Universe. - Compitió en Miss World. - Compitió en Miss Continente Americano. - Compitió en Miss Costa Maya International. - Compitió en Miss Atlántico Internacional. - Compitió en Miss Verano Viña del Mar. - Compitió en Reina de la Atlantida. - Compitió en Reina Internacional del Café. - Compitió en Reina Internacional de las Flores. - Compitió en Señorita Continente Americano. - Compitió en Nuestra Belleza Internacional. |

| Año                                                                      | Reina Titular                                                                           | Originaria                                                                              | Clasificación                                                                           | Premio Especial                                                                         | Notas |
| 2025                                                                     |                                                                                         |                                                                                         |                                                                                         |                                                                                         | |
| 2024                                                                     | Debido a cambios en las fechas del certamen nacional, no hubo elección estatal este año | Debido a cambios en las fechas del certamen nacional, no hubo elección estatal este año | Debido a cambios en las fechas del certamen nacional, no hubo elección estatal este año | Debido a cambios en las fechas del certamen nacional, no hubo elección estatal este año | Debido a cambios en las fechas del certamen nacional, no hubo elección estatal este año |
| 2023                                                                     | Alicia Archila Molina                                                                   | Tuxtla Gutiérrez                                                                        | Por Participar                                                                          |                                                                                         | |
| 2022                                                                     | No se envió candidata este año                                                          | No se envió candidata este año                                                          | No se envió candidata este año                                                          | No se envió candidata este año                                                          | No se envió candidata este año |
| 2021                                                                     | Brenda Berenice Zuarth Aragón                                                           | Tuxtla Gutiérrez                                                                        | -                                                                                       | -                                                                                       | - Miss Panamerican México 2019 - Top 8 en Miss Earth México 2019 - Miss Earth Chiapas 2019 |
| 2020                                                                     | Debido a la contingencia por la pandemia Covid-19, no hubo elección estatal este año    | Debido a la contingencia por la pandemia Covid-19, no hubo elección estatal este año    | Debido a la contingencia por la pandemia Covid-19, no hubo elección estatal este año    | Debido a la contingencia por la pandemia Covid-19, no hubo elección estatal este año    | Debido a la contingencia por la pandemia Covid-19, no hubo elección estatal este año |
| 2019                                                                     | Paulina Ruiz Hernández                                                                  | Tuxtla Gutiérrez                                                                        | -                                                                                       | -                                                                                       | - |
| 2018                                                                     | Ximena Torres Ochoa                                                                     | Tuxtla Gutiérrez                                                                        | 5.ª Finalista                                                                           | Miss Digital                                                                            | - Top 6 en Miss Mesoamérica México 2018 - Miss Mesoamérica Chiapas 2018 |
| 2017                                                                     | Deborah Ozuna Rivera                                                                    | Tuxtla Gutiérrez                                                                        | -                                                                                       | -                                                                                       | - Miss Freedom México 2017 - Reina de la Feria Chiapas 2017 - Top 8 en Miss Earth México 2015 - Miss Earth Chiapas 2015 - Señorita UVM 2013                                                                      |
| Hasta el año 2016 el titulo estatal fue nombrado Nuestra Belleza Chiapas |                                                                                         |                                                                                         |                                                                                         |                                                                                         | |
| 2016                                                                     | Andrea Celeste Zenteno Vázquez                                                          | Tonalá                                                                                  | -                                                                                       | -                                                                                       | - Top 15 en Miss Globe 2015 - Miss Globe México 2015 - Miss Heritage North America 2014 - Top 10 en Miss Heritage Global 2014 - Miss Heritage México 2014 - Miss Earth México-Air 2014 - Miss Earth Chiapas 2014 |
| 2015                                                                     | No se envió candidata este año                                                          | No se envió candidata este año                                                          | No se envió candidata este año                                                          | No se envió candidata este año                                                          | No se envió candidata este año |
| 2014                                                                     | María Fernanda Córdova Carrillo                                                         | Tapachula                                                                               | Top 15                                                                                  | -                                                                                       | - Compitió en Miss F1 México 2015 - Reina de la Feria Tapachula 2008 |
| 2013                                                                     | Karla Jazmín Tovar Escobar                                                              | Palenque                                                                                | -                                                                                       | -                                                                                       | - Compitió en Nuestra Belleza Chiapas 2011 |
| 2012                                                                     | Karla Fernanda Ruíz Franyutti                                                           | Las Rosas                                                                               | No Compitió                                                                             | -                                                                                       | - |
| 2011                                                                     | Krystell Padilla Sáyago                                                                 | Tonalá                                                                                  | Top 15                                                                                  | -                                                                                       | - |
| 2010                                                                     | Adriana Grissel Hernández Cáseres                                                       | Tecpatán                                                                                | -                                                                                       | -                                                                                       | - Compitió en Miss All Nations 2012 - Miss All Nations México 2012 |
| 2009                                                                     | Claudia Espinosa Gómez                                                                  | Catazajá                                                                                | Top 10                                                                                  | -                                                                                       | - Compitió en Miss Tourism International 2011 - Miss Tourism International México 2011 - 4.ª Finalista en World Miss University 2008 - World Miss University México 2008                                         |
| 2008                                                                     | Marliese Edelmann Ayala                                                                 | Tapachula                                                                               | Top 10                                                                                  | -                                                                                       | - Top 10 en Miss Fox Sports 2010 - 2.ª Finalista en Miss Costa Maya International 2009 - Miss Costa Maya México 2009                                                                                             |
| 2007                                                                     | Natalia Ruiz Álvarez                                                                    | Tuxtla Gutiérrez                                                                        | Top 10                                                                                  | -                                                                                       | - Compitió en Miss Costa Maya International 2008 - Miss Costa Maya México 2008 |
| 2006                                                                     | Dalia Lazcano Córdoba                                                                   | Comitán                                                                                 | -                                                                                       | -                                                                                       | - Reina de Comitán 2004 |
| 2005                                                                     | No se envió candidata este año                                                          | No se envió candidata este año                                                          | No se envió candidata este año                                                          | No se envió candidata este año                                                          | No se envió candidata este año |
| 2004                                                                     | No se envió candidata este año                                                          | No se envió candidata este año                                                          | No se envió candidata este año                                                          | No se envió candidata este año                                                          | No se envió candidata este año |
| 2003                                                                     | No se envió candidata este año                                                          | No se envió candidata este año                                                          | No se envió candidata este año                                                          | No se envió candidata este año                                                          | No se envió candidata este año |
| 2002                                                                     | Fanny Sesma Melgar                                                                      | Tapachula                                                                               | -                                                                                       | -                                                                                       | - |
| 2001                                                                     | Alejandra Paulina Zenteno Chacón                                                        | Tuxtla Gutiérrez                                                                        | -                                                                                       | -                                                                                       | - |
| 2000                                                                     | Ileana Ruiz Amaya                                                                       | Tuxtla Gutiérrez                                                                        | -                                                                                       | -                                                                                       | - |
| 1999                                                                     | Mabell Ortiz Gómez                                                                      | Tuxtla Gutiérrez                                                                        | -                                                                                       | -                                                                                       | - |
| 1998                                                                     | Nubia Benicia León Montoya                                                              | Tuxtla Gutiérrez                                                                        | -                                                                                       | -                                                                                       | - |
| 1997                                                                     | María Elena Pérez Peña                                                                  | Tapachula                                                                               | -                                                                                       | -                                                                                       | - |
| 1996                                                                     | Gmelina Coutiño Glauner                                                                 | Tapachula                                                                               | Top 16                                                                                  | -                                                                                       | - Compitió en Miss Atlántico Internacional 2000 - Miss Atlántico México 2000 - Miss Young Caribbean & American 1994 - Miss Young México 1994                                                                     |
| 1995                                                                     | Laura Rita Espinosa Moreno                                                              | Tuxtla Gutiérrez                                                                        | -                                                                                       | -                                                                                       | - |
| 1994                                                                     | Michelle Ordoñez Flores                                                                 | Tuxtla Gutiérrez                                                                        | -                                                                                       | -                                                                                       | - |

## Concursantes designadas
A partir del año 2000, se abrió la posibilidad de que los estados de la República tuvieran más de una candidata, esto como consecuencia de que algunos estados no enviaran candidatas por alguna razón. Las siguientes concursantes de Chiapas fueron invitadas a competir en el certamen nacional junto con la reina titular, obteniendo en algunos casos mejores resultados.

| Año  | Reina Titular         | Originaria | Clasificación | Premio Especial | Notas                                                                                  |
| 2012 | Valeria Ruiz López    | Arriaga    | Top 15        | -               | - Nuestra Belleza Turismo Chiapas 2012 - 1.ª Finalista en Nuestra Belleza Chiapas 2010 |
| 2009 | Mildreth Jiménez León | Cintalapa  | -             | -               | - Rostro de Chiapas 2018 - 1.ª Finalista en Nuestra Belleza Chiapas 2009               |